# Бордейри
Бордейри (исл. Borðeyri, исландское произношение: [ˈpɔrðˌeiːrɪ]) — небольшое поселение, существовавшее примерно с 900 года на северо-западе Исландии на берегу Хрута-фьорда. В настоящее время Бордейри состоит всего из 10 домов, не имеет постоянного населения и является охраняемой территорией.

## Этимология названия
Своё название поселение получило от одноименного мыса Бордейри, что буквально с исландского означает означает «мыс стола» (borð — стол + eyri — мыс). Согласно Саге о людях из Озёрной долины, название мыса происходит от того случая, когда старый Ингимундур пришёл в это место, то нашёл он там на берегу свежевырезанный деревянный стол и в честь этого назвал это место Бордейри, то есть буквально мысом Стола.

## Географическая характеристика
Бордейри расположен в глубине Хрута-фьорда на берегу одноименного мыса под горой Гренсборг (исл. Grensborg; 206 м). Административно относится к общине Хунатинг-Вестра в регионе Нордюрланд-Вестра. Поселение находится примерно в 42 км от Хваммстаунги (ближайший населенный пункт), в 233 км от Акюрейри и в 170 км от столицы страны Рейкьявика.

## История
Бордейри расположен на берегу удобной гавани с хорошими песчаными отмелями поблизости, поэтому во многих древних исландских текстах это место упоминается в связи с мореплаванием и торговлей. В эпоху народовластия (ок. 930—1264) Бордейри был одним из самых важных торговых портов в Исландии. Плавание в те времена совершалось летом, а торговая экспедиция в Исландию обычно занимала целый год. Купцы зимовали в домах исландских поселенцев, а их зимой корабли лежали на песчаных отмелях.
В конце позднего средневековья произошел рост торговли рыбой и количество кораблей, прибывающих в Бордейри, значительно сократилось, так как поселение находилось в отдалении крупных рыболовецких регионов.
В эпоху датской торговой монополии в 1602—1787 годах в заливе Хунафлоуи было всего два поселения с правом торговли Кувикюр в Рейкьяр-фьорде и Хёфдакёйпстадюр на побережье Скагастрёнд. Добираться до этих поселений жителям Страндира было долго и неудобно, поэтому они надеялись, что Бордейри тоже получит торговые права и можно будет торговать там. В середине XIX века эти надежды воплотились в жизнь и королевской хартией 1846 года Бордейри получил торговые права, хотя некоторое время после этого торговля велась исключительно на кораблях оптовых торговцев.
В 1876—1896 годах Бордейри был одним из важнейших портов экспорта живых исландских овец в Великобританию, и новым явлением для Исландии стало то, что фермерам за овец там платили наличными. Многие жители западной Исландии, которые покидали страну и уезжали в Америку, начинали свое путешествие из Бордейри.
В первой половине XX века Бордейри был административным центром сельской общины Байярхреппюр. Во время Второй мировой войны в поселении располагалась база британских оккупационных войск. В течение многих лет в Бордейри располагалась национальная телефонная станция, но после того, как в 1951 году станцию перенесли в Бру, её здание вплоть до 1974 года использовалось в качестве школы для детей общины Байярхреппюр.
В 2018 году самая старая часть Бордейри, которая стоит на так называемом Бордейрартаунги, была объявлена охраняемой территорией в соответствии с законом об охраняемых территориях с целью сохранения культурно-исторического наследия древнего поселения для будущих поколений.

## Известные жители
В Бордейри родились премьер-министр Сигюрдюр Эггерс, художники Торвальдюр Скуласон и Кадль Кваран.

## Галерея

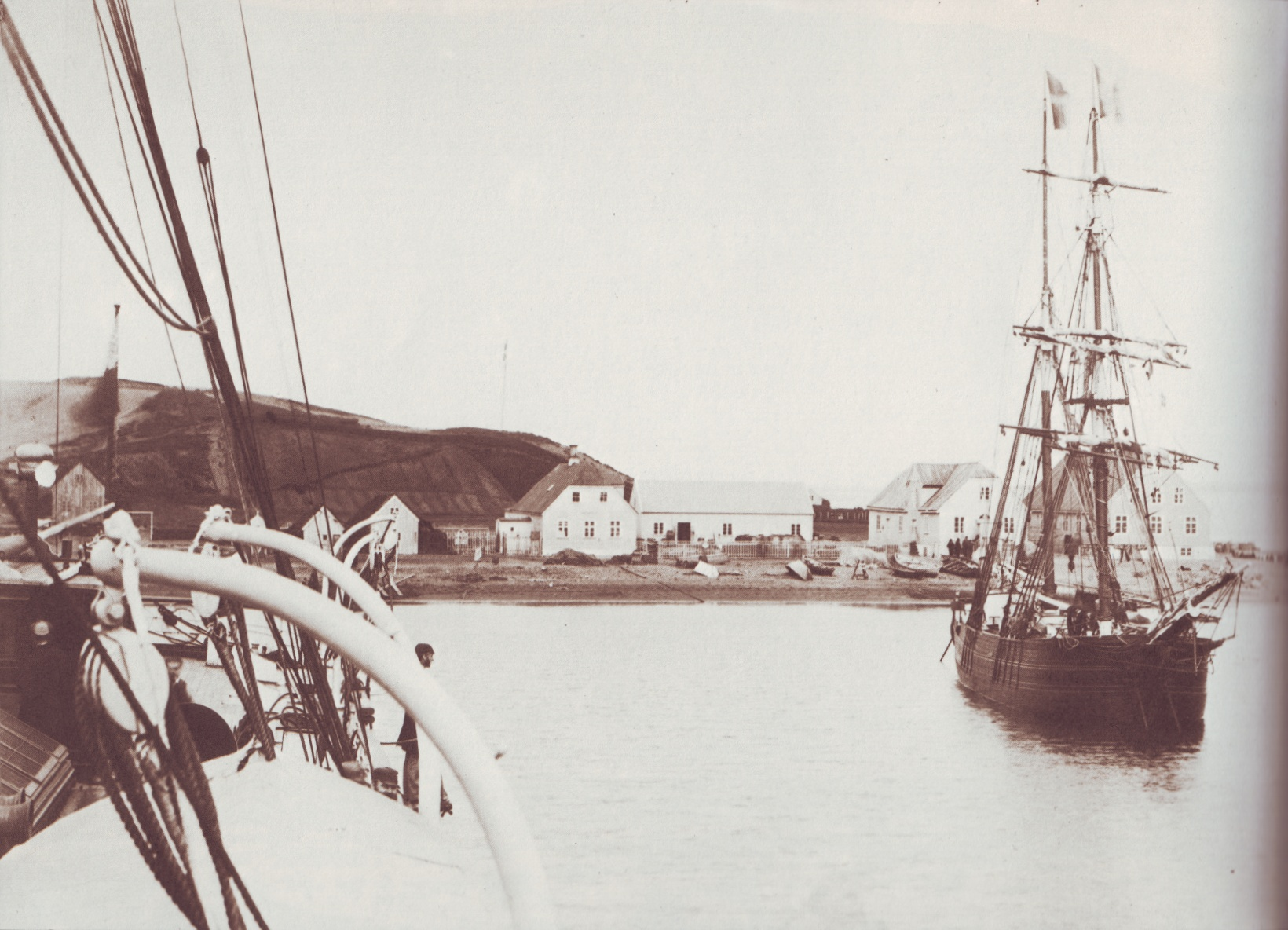
Бордейри в 1883 году
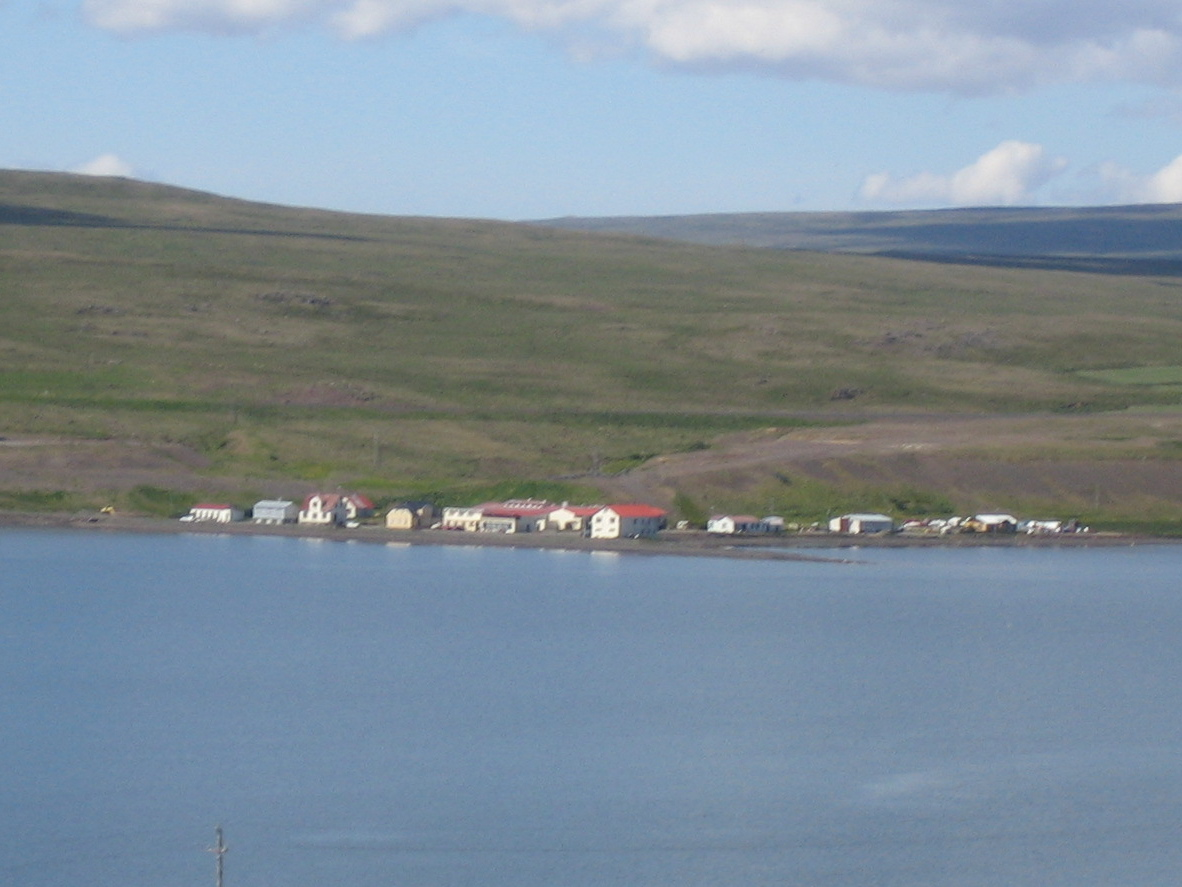
Бордейри, вид в моря в 2007 году
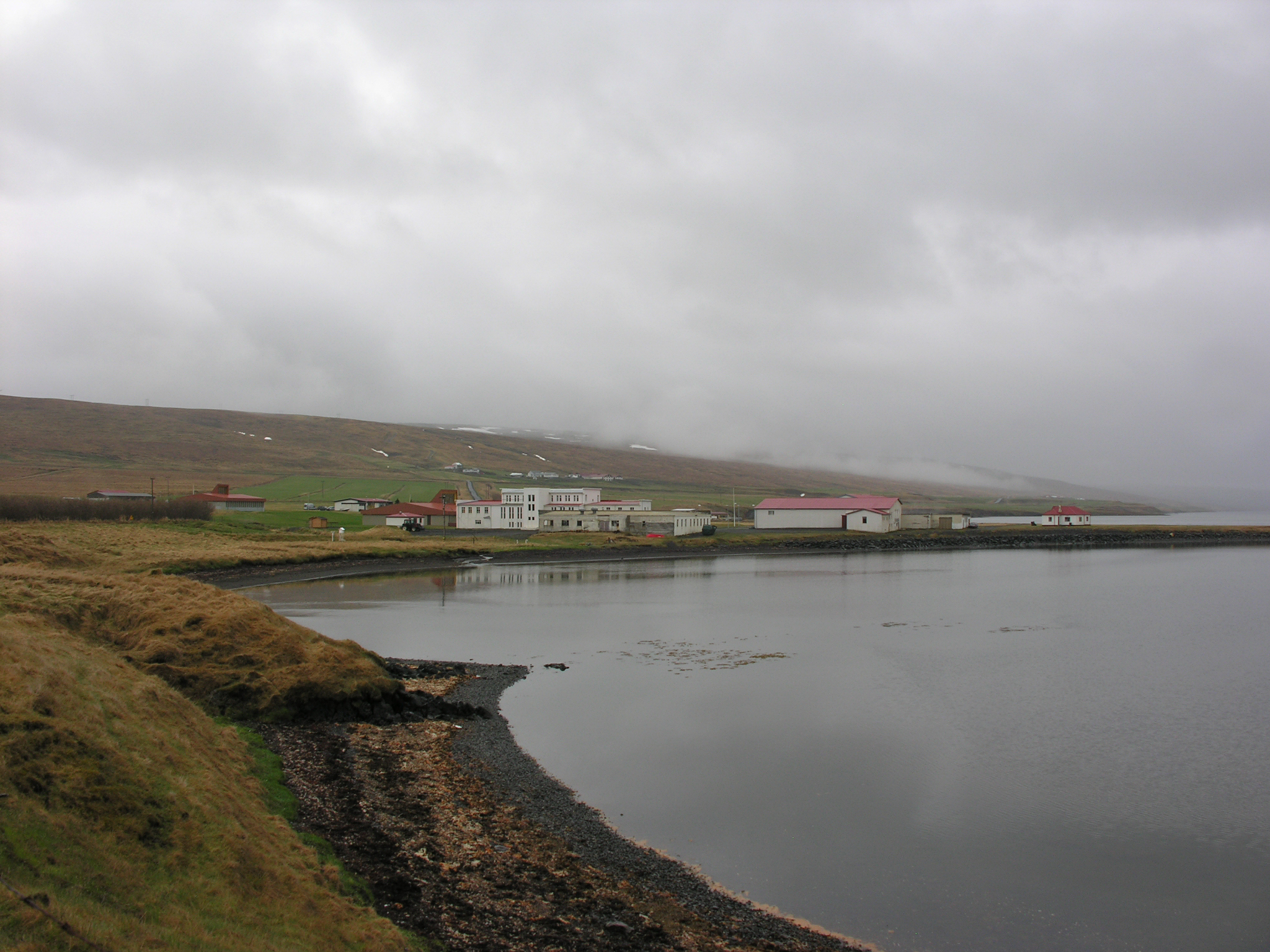
Бордейри, вид с юга в 2008 году
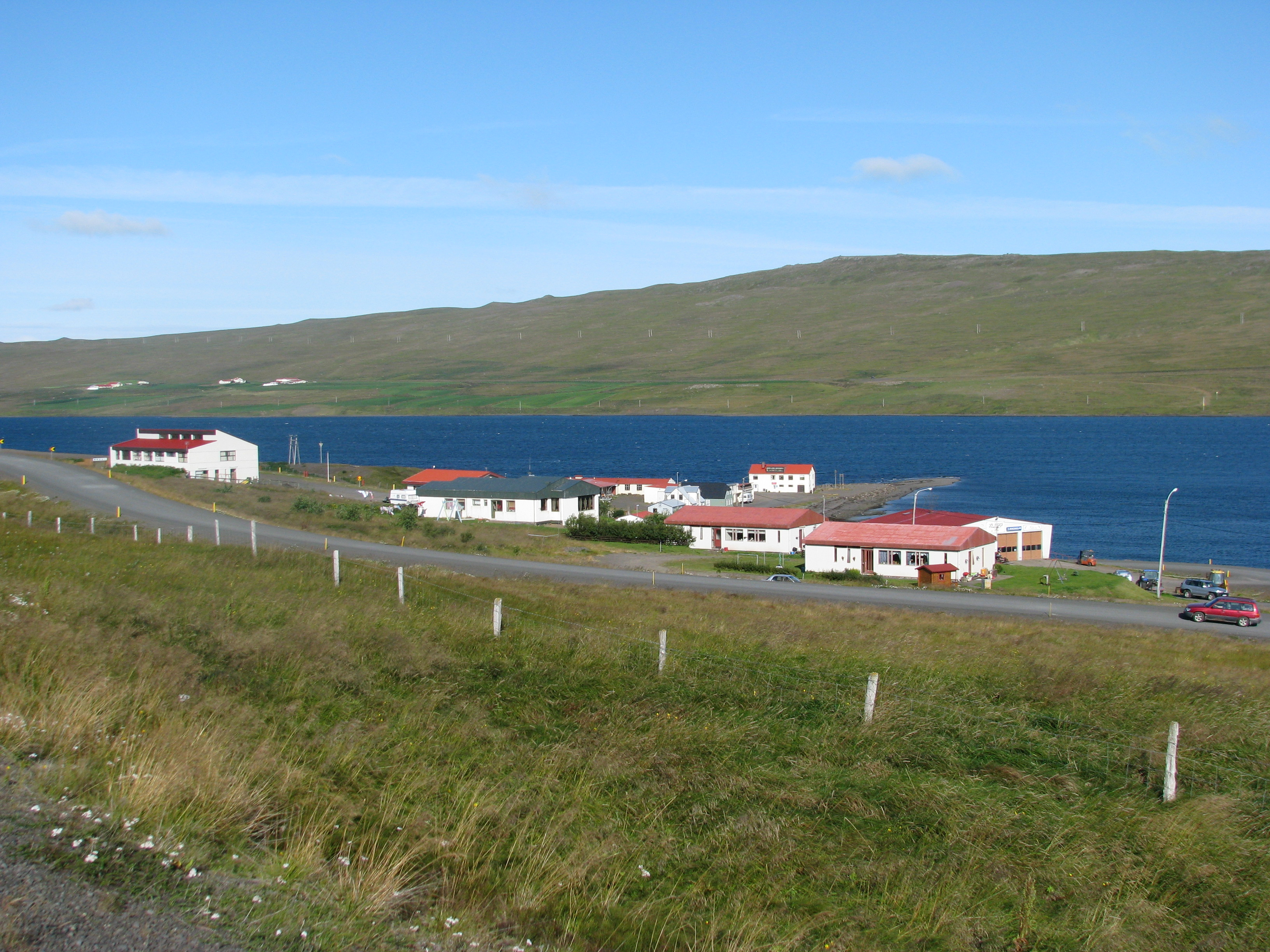
Бордейри, вид с дороги Иннстрандавегюр в 2009 году
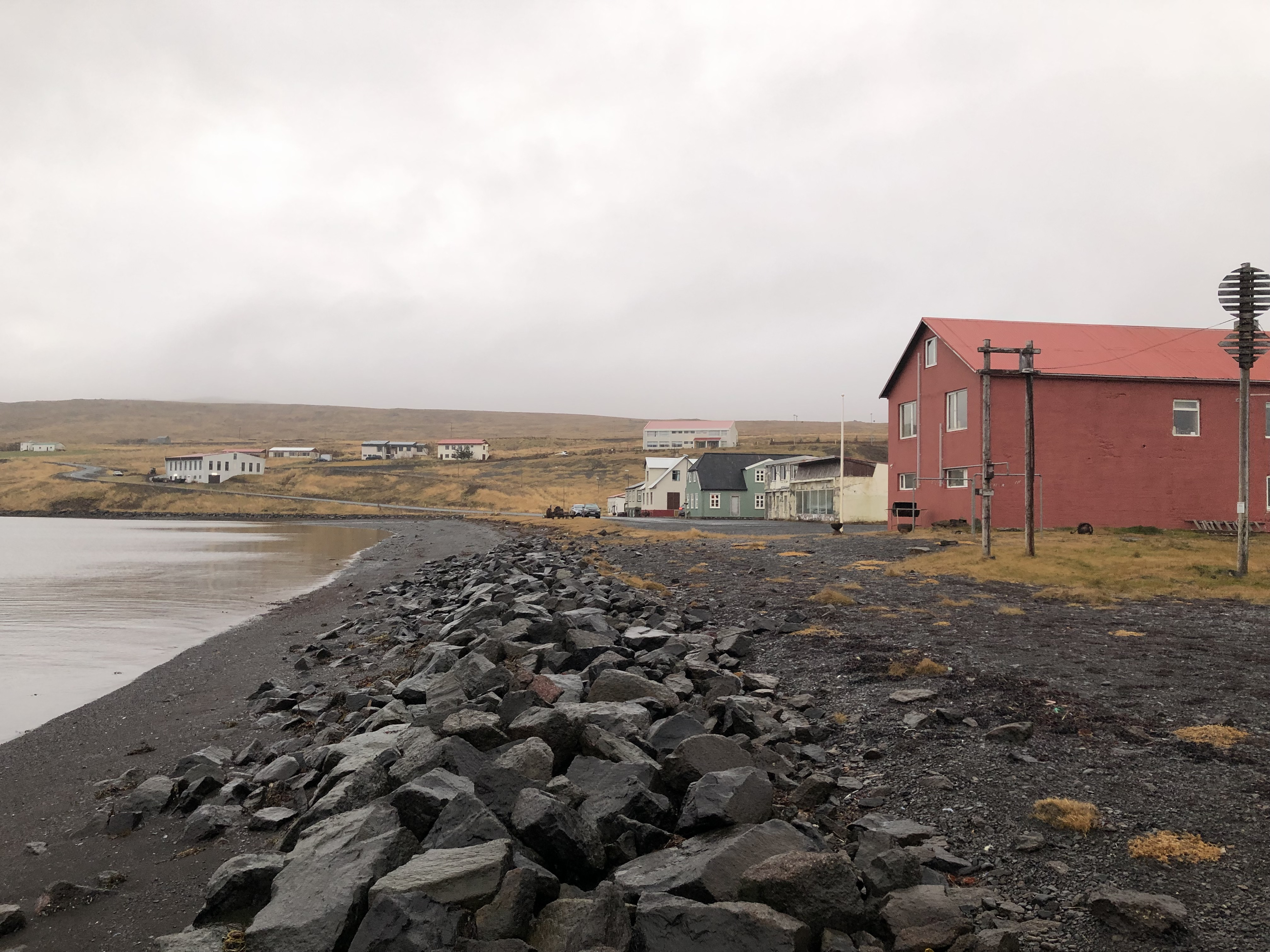
Бордейри, вид с побережья в 2018 году